# Antonio Montalbán
Antonio Montalbán Gámez, né à Alcolea (province de Cordoue, Espagne) en 1946 est un syndicaliste et homme politique, secrétaire général de Commissions ouvrières du Pays valencien, militant communiste et opposant au franquisme.